# Kozí vršek
Kozí vršek je přírodní památka ležící na severovýchodním okraji obce Vlkov v okrese Tábor, kde se nachází rulová skalka s ojedinělým výskytem koniklece jarního s typickou doprovodnou vegetací mělkých a na živiny chudých půd. Památka se nachází za železničním náspem v obci. Oblast byla dříve využívána jako louka sloužící k pastvě hospodářského zvířectva. Na dvou třetinách památky dnes roste převážně dub letní (Quercus robur) a borovice lesní (Pinus sylvestris), místy pak ještě bříza bělokorá (Betula pendula). Bylinné patro pokrývá kostřava ovčí (Festuca ovina), metlička křivolaká (Avenella flexuosa), ostrůvkovitě zde také roste vřes obecný (Calluna vulgaris).

## Ohrožení chráněné flóry
V současnosti[kdy?] se na území památky nachází jen několik rostlin koniklece jarního na úpatí malého kopečku a v okolí tratě. Jiný zdroj hovoří o tom, že z dřívějších tisíců květin se zde nacházejí již pouze dva jedinci, z čehož pouze jeden kvete a že lokalita je tedy v podstatě zaniklá. Důvody zániku populace dle téhož zdroje nejsou zcela jasné. Nicméně v rámci jeho ochrany dochází k vyřezávání náletových dřevin a vyšší vegetace, která by nízko rostoucí koniklec mohla ohrožovat.

## Okolí
Severozápadně od Kozího vršku se nachází přírodní rezervace Písečný přesyp u Vlkova. Jedná se o písečnou dunu, tvořenou vátými písky.